# Mammuthus primigenius
Vuneni mamuti su vrsta mamuta koja je živjela na prostoru od srednje do Sjeverne Amerike. Bilo ih je mnogo do prije nekih 8500 godina kad se populacija vunenih mamuta izuzetno smanjila zbog globalnog zatopljenja.

## Zašto su izumrli
Ovi su mamuti zbog globalnog zatopljenja prije 8500 godina počeli umirati jer im je zbog dlake bilo prevruće.
Do prije 7500 godina bilo ih je manje od 1000 da bi prije 7000 potpuno nestali.

## Poznati mamuti
Ovi su mamuti najpopularnija vrsta mamuta. Ne samo među odraslima nego i među djecom. Neki ljudi misle da bi tu životinju trebalo klonirati i staviti ih u zoološki vrt. To zapravo nije nemoguće jer mnogo sačuvanog mamutskog DNK ima u azijskim slonovima, a nešto manje u afričkima.